# Ha-Ir ha-Tachtit
Ha-Ir ha-Tachtit (hebrejsky העיר התחתית‎, doslova Dolní Město) je jedna z devítí základních administrativních oblastí města Haifa v Izraeli. Je nazývána Čtvrť číslo 3. Nachází se v centrální části města, na pobřeží Haifského zálivu při Haifském přístavu. Zahrnuje převážně hustě osídlené plochy s výrazným podílem komerčních zón. Rozděluje se na tři základní podčásti: ha-Ir ha-Tachtit Mizrach, ha-Ir ha-Tachtit Merkaz a ha-Ir ha-Tachtit Ma'arav.
Populace je smíšená arabsko-židovská. Rozkládá se na ploše 1,92 kilometru čtverečního. V roce 2008 zde žilo 11 300 lidí. Z toho 2 540 Židů, 3 210 muslimů a 4 780 arabských křesťanů.